# سليمان مباي
سليمان مباي (بالفرنسية: Souleymane M’Baye)‏ مواليد 21 مارس 1975 في كليشي، فرنسا، هو ملاكم فرنسي. حقق بطولة رابطة الملاكمة العالمية.

## إحصائيات
خاض خلال مسيرته 49 نزالا، فاز في 42 وتعادل في 1 وخسر في 6. فاز بالضربة القاضية في 23 نزالا.

## روابط خارجية
- سليمان مباي على موقع بوكس ريك (الإنجليزية) (registration required)